# Claude-François Cheinisse
Claude-François Cheinisse (1931 – 1982. szeptember 9.) francia fantasy és tudományos-fantasztikus szerző.

## Élete
Felesége Christine Renard volt. 1958-ban jelentkezett először fantasztikus írásokkal, első megjelent munkája a Le Suicide (Az öngyilkos) című novella volt. A Hara-Kiri című lap munkatársa volt. Egyetlen regényét, az Impasse au Valais című thrillert 1963-ban publikálta Christian Libos írói álnév alatt. Neves toxikológus volt, e tudományág több szakkönyvét fordította angolról francia nyelvre. Több munkájában is kiállt a zsidóság mellett, munkái gyakran dicsérték a cionizmust. Felesége 1979-ben meghalt, ezután még jelentkezett néhány novellagyűjteménnyel. Egyre fokozódó depressziója hatására öngyilkosságot követett el, miután megölte az anyját s megmérgezte két lányát, a tizenhat éves Françoise-t és a tizenhárom éves Danielle-t. Magyar nyelven egyetlen novellája jelent meg a Galaktika 7. számában 1974-ben Amikor a törvény csütörtököt mond címen.

## Munkái

### Regény
- Impasse au Valais Denoël,  1963

### Novellagyűjtemények
- À la croisée des parallèles Denoël, 1981

### Novellák
- Le Suicide Satellite n° 5, 1958
- Le Sens de l'histoire Fiction n° 97, 1961
- La Fenêtre Fiction spécial n° 5, 1964
- Delta Fiction spécial n° 12, 1967
- Le Jardin d'Éden Fiction n° 227, 1972
- Terre, si douce Terre Présence du futur n° 242, 1977

### Esszé
- Les Poisons Hachette, 1970

## Fordítás
- Ez a szócikk részben vagy egészben  a   Claude-François Cheinisse című francia Wikipédia-szócikk ezen változatának fordításán alapul.  Az eredeti cikk szerkesztőit annak laptörténete sorolja fel. Ez a jelzés csupán a megfogalmazás eredetét és a szerzői jogokat jelzi, nem szolgál a cikkben szereplő információk forrásmegjelöléseként.